# Luigi Bisi
Luigi Bisi (* 10. Mai 1814 in Mailand; † 11. November 1886 ebenda) war ein italienischer Maler und Architekt.

## Leben und Werk

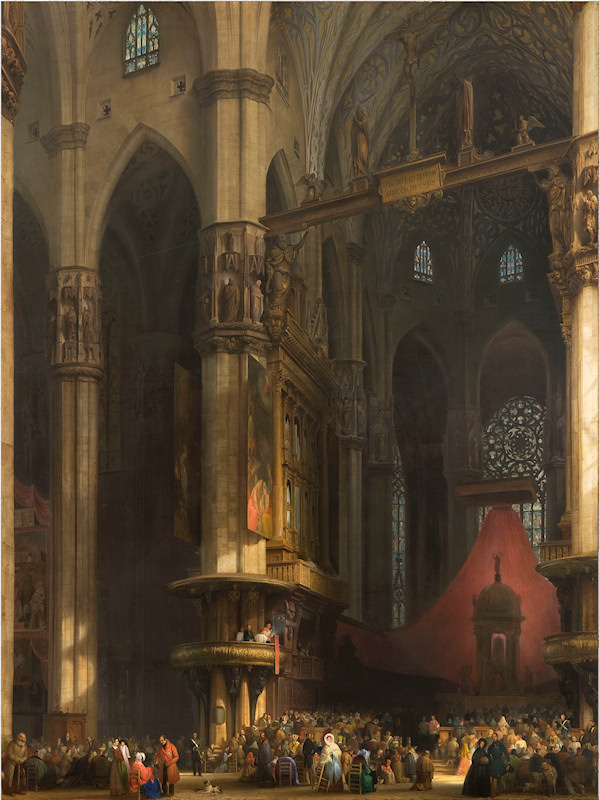
Innenansicht des Mailänder Doms, 1840

Der Sohn des Kupferstechers und Malers Michele Bisi lernte zunächst bei seinem Vater und seinem Onkel Giuseppe Bisi. Anschließend studierte er an der Accademia di Belle Arti di Brera bei Francesco Durelli und Giovanni Migliara. 1851 erhielt er als Nachfolger Durellis den Lehrstuhl für Perspektive an der Accademia di Brera. 1879 wurde er Präsident der Akademie.
Luigi Bisi erwarb sich einen Ruf als Maler von architektonischen Veduten und insbesondere Kircheninterieurs, er soll 87 Innenansichten des Mailänder Doms gemalt haben. Als Architekt war an der Renovierung von Sant’Ambrogio sowie der Restaurierung und Erweiterung des Palazzo dei Giureconsulti beteiligt. Er war eines der Mitglieder der Kommission, die 1860/1861 die Pläne für die Umgestaltung der Piazza del Duomo und die Errichtung der Galleria Vittorio Emanuele II vorbereitete.

## Anmerkung
1. ↑  laut DBI; laut Thieme-Becker am 10. September

| Personendaten    | Personendaten                     |
| ---------------- | --------------------------------- |
| NAME             | Bisi, Luigi                       |
| KURZBESCHREIBUNG | italienischer Maler und Architekt |
| GEBURTSDATUM     | 10. Mai 1814                      |
| GEBURTSORT       | Mailand                           |
| STERBEDATUM      | 11. November 1886                 |
| STERBEORT        | Mailand                           |